# Gare de Villereversure
La gare de Villereversure est une gare ferroviaire française de la ligne de Bourg-en-Bresse à Bellegarde, située sur le territoire de la commune de Villereversure, dans le département de l'Ain en région Auvergne-Rhône-Alpes.
Mise en service en 1876, elle est fermée en 2005, pour les travaux de rénovation de la ligne, puis rouverte en 2010. 
C'est une halte voyageurs de la Société nationale des chemins de fer français (SNCF), desservie par des trains TER Auvergne-Rhône-Alpes.

## Situation ferroviaire
Établie à 298 mètres d'altitude, la gare de Villereversure est située au point kilométrique (PK) 18,901, de la ligne de Bourg-en-Bresse à Bellegarde, entre les gares ouvertes de Ceyzériat et de Simandre-sur-Suran. En direction de Ceyzériat s'intercale la gare fermée de Sénissiat-Revonnas.

## Histoire
La gare de Villereversure est ouverte le 10 mars 1876 par la Compagnie des Dombes et des chemins de fer du Sud-Est lors de l'ouverture de la section de Bourg-en-Bresse à Simandre-sur-Suran.
Elle devient une gare du réseau de la Compagnie des chemins de fer de Paris à Lyon et à la Méditerranée (PLM) le 1er janvier 1884, lors de la vente de la ligne par la Compagnie des Dombes.
Elle est devenue propriété de la SNCF lors de la nationalisation en 1938.
Fermée en 2005 pour les travaux de rénovation de la ligne du Haut-Bugey et rouverte depuis le 12 décembre 2010. L'ancien bâtiment-voyageurs a été démoli en juin 2010, comme à Ceyzériat et Cize-Bolozon. La pierre de ce bâtiment indiquant l'altitude a été déposée sur la place voisine et une plaque informative évoque  brièvement l'histoire de la gare.

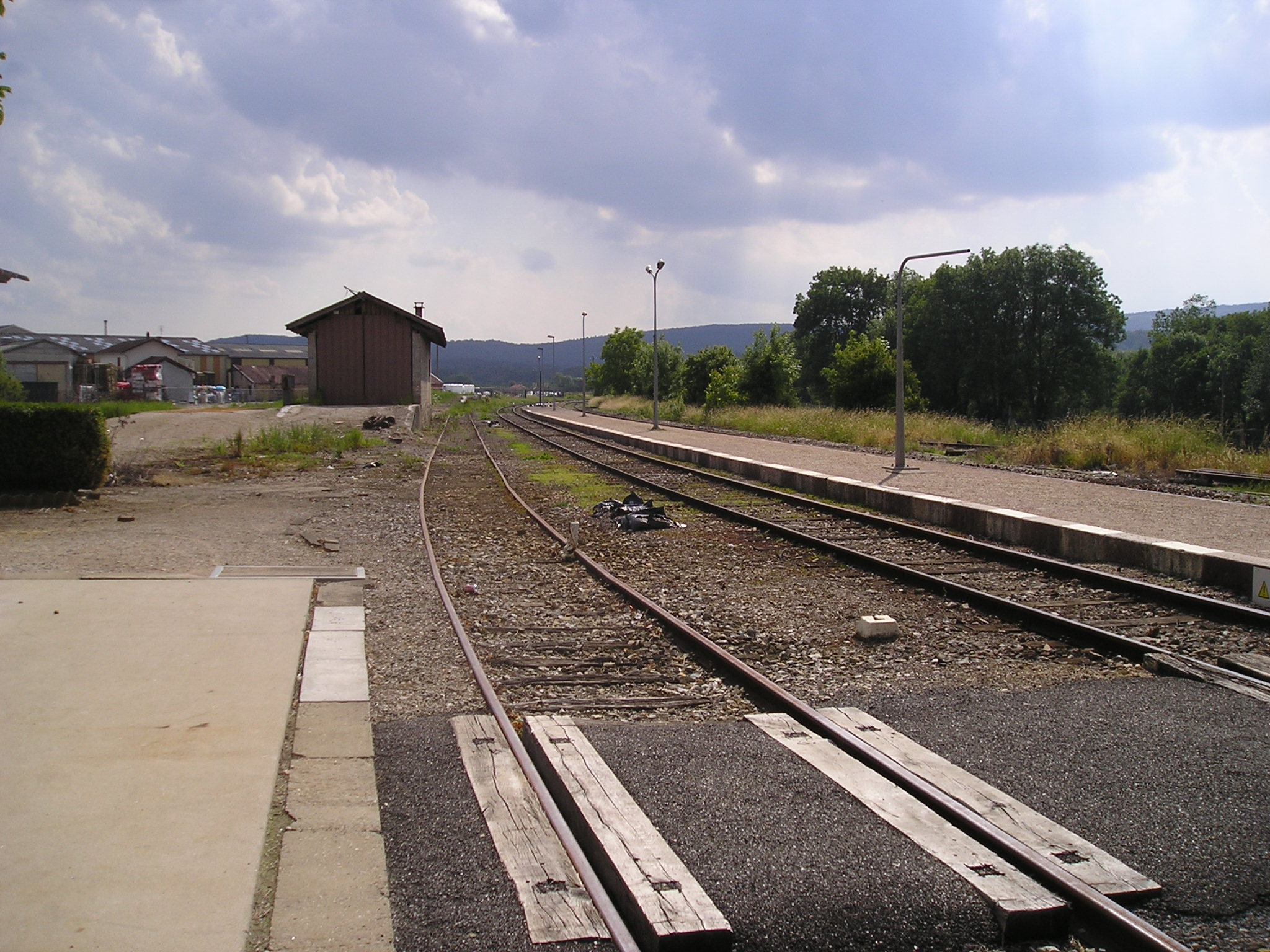
La gare de Villereversure quelques mois avant la fermeture de 2005.
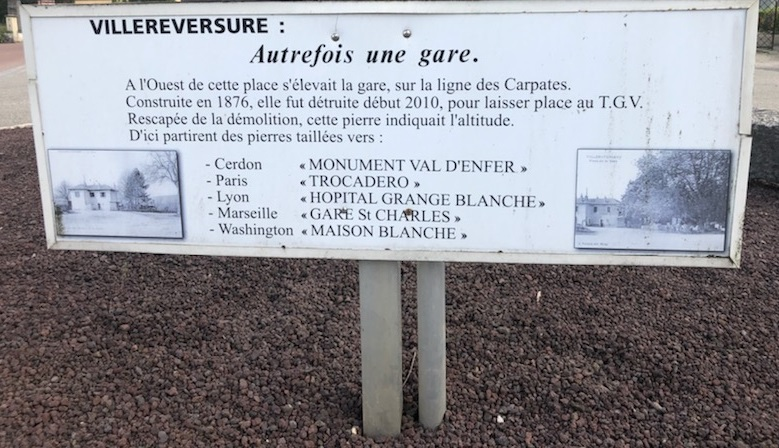
Plaque informative.

## Fréquentation
Selon les estimations de la SNCF, la fréquentation annuelle de la gare s'élève aux nombres indiqués dans le tableau ci-dessous.
| Année               | 2023  | 2022  | 2021  | 2020  | 2019  | 2018  | 2017  | 2016  | 2015  |
| ------------------- | ----- | ----- | ----- | ----- | ----- | ----- | ----- | ----- | ----- |
| Nombre de voyageurs | 5 776 | 4 611 | 2 045 | 2 323 | 4 444 | 4 119 | 5 214 | 4 098 | 5 430 |

## Service des voyageurs

### Accueil
C'est une halte SNCF, point d'arrêt non géré (PANG) à accès libre.

### Desserte
Villereversure est desservie par les trains TER Auvergne-Rhône-Alpes de la relation Bourg-en-Bresse (ou Lyon-Perrache) - Saint-Claude.

### Intermodalité
Un parc pour les vélos et un parking pour les véhicules y sont aménagés.